# Sierra del Careón

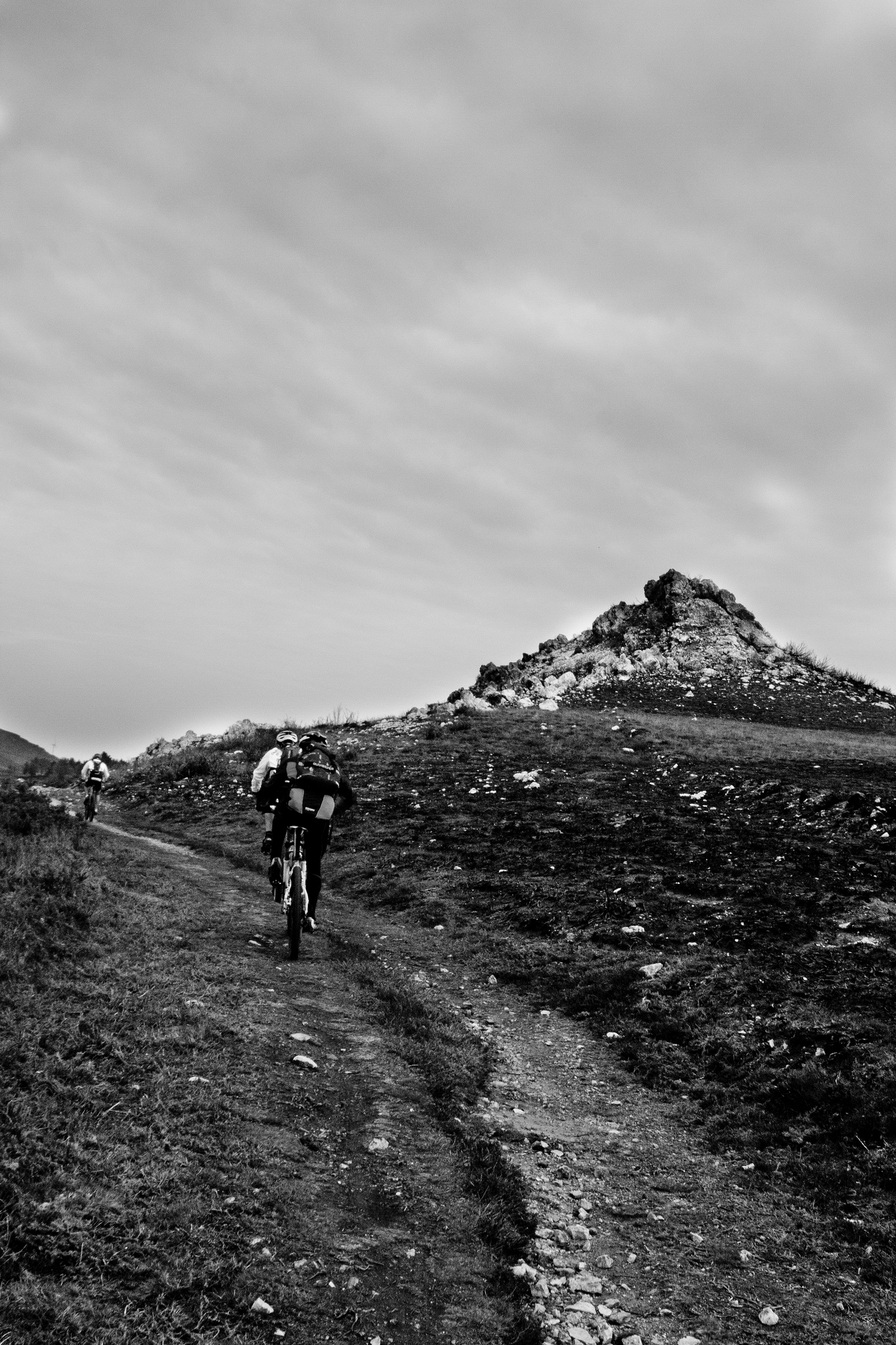
Sierra del Careón

La sierra del Careón es una sierra de Galicia y también un espacio natural protegido cómo lugar de importancia comunitaria que abarca 6.662 ha de los ayuntamientos de Golada, Friol, Mellid, Palas de Rey, Santiso y Toques.

## Características
Con una altitud media de 550 metros y máxima de 798 metros, en el monte Careón. Dominan los granitos intrusivos, gneis de "ojo de sapo" y esquistos. En esta sierra nacen el río Narla, afluente del Miño, y el río Pambre, el río Seco y el río Furelos, afluentes los tres del río Ulla.
Forma parte de la Dorsal gallega.